# Parlamentsbibliothek (Österreich)
Die Parlamentsbibliothek ist die größte politische Fachbibliothek Österreichs und ein Informationszentrum des österreichischen Parlaments. 
Mit über 400.000 Büchern sowie rund 260 Fachzeitschriften und Zeitungen versorgt sie die Abgeordneten zum Nationalrat und Mitglieder des Bundesrates, österreichische Mitglieder des Europäischen Parlaments sowie deren Mitarbeiter und externe Benutzer mit Literatur. Die Bibliothek wurde 1869 im Zuge einer demokratisierenden Phase der Habsburgermonarchie formell gegründet und ist im Wiener Parlamentsgebäude untergebracht. Ihre Bestände umfassen neben den Sammlungsschwerpunkten Demokratie, Parlamentarismus, Politik und Recht auch parlamentarische Archivalien gesetzgebender Körperschaften der 17 im Reichsrat vertretenen Kronländer des Kaisertums Österreich und der Österreichisch-Ungarischen Monarchie.

## Geschichte

### Anfänge
Die Geschichte der Parlamentsbibliothek ist eng mit den Anfängen des Parlamentarismus in der Habsburgermonarchie verbunden. Die Gründung des Staatsrates, der sich nach der Revolution 1848/1849 in der Winterreitschule konstituierte, verlangte nach Archivierung der Sitzungsprotokolle und anderer parlamentarischer Materialien, um den Funktionsträgern vor Ort Einsichtnahme zu ermöglichen. Das politische System des Neoabsolutismus führte jedoch rasch zur Auflösung des Staatsrates und Ruhestellung seiner Bibliothek. Ihre Bestände gewannen erst nach dem Österreichisch-Ungarischen Ausgleich und der Errichtung des Reichsrats wieder Interesse. Zum ersten Präsidenten wählte das Abgeordnetenhaus Moritz Kaiserfeld von Blagatinschegg, welcher von Kaiser Franz Joseph I. die herrenlosen Bücher des aufgelösten Staatsrates für die Gründung der Reichsratsbibliothek erbat. Das Datum des kaiserlichen Antwortschreibens vom 11. Mai 1869 gilt als Gründungsdatum der Bibliothek. Anders als die Wiener Hofbibliothek profitierte die Reichsratsbibliothek von keinen Pflichtablieferungen. Das niedrige Budget setzte dem Buchankauf zusätzlich enge Grenzen. 1869 umfasste die Sammlung 6.000 Bücher, 1870 zwischen 8.000 und 10.000, wobei der 1871 erstellte Katalog weder die faktische Aufstellung noch den Gesamtbestand korrekt abbildete. Während dieser Zeit etablierte die Bibliotheksleitung erste Tauschabkommen mit ausländischen Parlamenten, sodass den österreichisch-ungarischen Abgeordneten Informationsquellen supranationaler Gesetzgebungsprozesse besser zugänglich waren.
1881 leitete die Direktion von Siegfried Lipiner eine neue Ära ein. Lipiner gehörte zur geistigen und kulturellen Elite Wiens und übernahm 24-jährig die Leitung der auf 18.000 Bände angewachsenen Bibliothek. Er gab den Anstoß, den Bestand in das Gebäude des Reichsrats zu transferieren, nachdem dieser zuvor an verschiedenen Standorten aufgestellt worden war. 1895 umfasste die Büchersammlung knapp 25.000 Bände, die über einen Formalkatalog zugänglich waren. Zur inhaltlichen Erschließung forcierte Lipiner eine Budgeterhöhung, um zusätzliche wissenschaftliche Mitarbeiter einzustellen: unter anderem auch Karl Renner, der die Bibliothek wesentlich systematisierte.

### 20. Jahrhundert
Um 1900 betrug der Gesamtbestand knapp 45.000 Werke. Ab diesem Zeitpunkt zeigte sich, dass der vom Architekten Theophil von Hansen konzipierte Bibliotheksraum im Parterre unterhalb des heutigen Budgetsaals an akuter Raumnot litt.
Der Ausbruch des Ersten Weltkrieges und die vorausgehenden Sistierung des Reichsrats 1913 verlangsamten die bibliothekarische Dienstleistung, deren Umfang mit der Modifizierung des Reichsratsgebäudes in ein Spital zum völligen Erliegen kam. Zwar nahm die Bibliothek nach Proklamation der Ersten Republik wieder ihren Dienst auf, die prekäre Lage der Weltwirtschaftskrise ließ jedoch keine nennenswerten Leistungen zu. Äußere und politische Umstände der 1930er-Jahre veränderten die Funktionsweise der Bibliothek. Der Wiener Justizpalastbrand vom 15. Juli 1927 vernichtete große Teile der ausgelagerten Behördenakten durch Feuer und Wasser. Nach der Selbstausschaltung des Parlaments am 4. März 1933 wurde die Bibliothek im Ständestaat als „Bibliothek des Hauses der Bundesgesetzgebung“ umbenannt. Der Anschluss Österreichs 1938 führte zwar nicht zu ihrer Auflösung, jedoch fristete sie als „administrative Bibliothek“ im „Gauhaus“, ab 1942 als „Verwaltungsbibliothek in Wien“ ein Schattendasein. Im Mai 1944 verdichtete sich die reale Gefahr ihrer vollständigen Auflösung, zumal die Bestände für den Aufbau zerstörter wissenschaftlicher Bibliotheken im Altreich Verwendung finden sollten. Dass dieses Vorhaben nicht umgesetzt werden konnte, ist das Verdienst der Bibliothekarin Hilda Rothe, die mit ihrer Hinhaltetaktik den Abtransport bis Kriegsende verzögerte und darüber hinaus den Buchbestand auch in den Umbruchstagen des Jahres 1945 vor marodierenden Soldaten der Roten Armee sicherte.
Zu Beginn der Ausrufung der Zweiten Republik 1945 mussten am Bibliotheksgebäude schwere Kriegsschäden behoben und eine grundlegende Bestandskontrolle durchgeführt werden. Unter der Direktion von Michael Stickler, dessen Bruder Alfons Maria Stickler die Vatikanische Apostolische Bibliothek leitete, etablierte sich die Sammlung des österreichischen Parlaments zur größten Bibliothek für politische Literatur in Österreich. 1955 zählte der Bestand knapp 160.000, nach 1969 rund 200.000 Bände.
Ab den 1980er-Jahren setzten großangelegte Modernisierungsprojekte ein, wozu ein Archiv mit Mikrofiches angelegt, ab 1990 die Digitalisierung von gefährdetem Bibliotheksgut intensiviert wurde. Ende 2002 standen 82.000 Bände digital im Internet abrufbereit. Um weitere Raumreserven für den rasch wachsenden Bestand zu erschließen, wurde das Parlamentsgebäude von 1993 bis 1995 zweigeschoßig unterkellert und ein Bücherdepot mit Rollregalen für eine Stellfläche von 400.000 Bände installiert. 1995 begann die Katalogisierung unter dem Bibliotheksprogramm Dabis.

### 21. Jahrhundert
2000 zählte der Gesamtbestand 300.000 Bände, 519 Periodika, 300 Loseblattsammlungen sowie 112 Datenbankanschlüsse. Zeitgleich beschäftigten sich externe Forscher mit der Provenienzforschung von potentiellem NS-Raubgut, worunter rund 15.000 Bücher fielen, die zwischen 1933 und 1945 erworben wurden.
Im Juli 2016 hat die Parlamentsbibliothek die Verwaltung und Vermittlung der Archivkörper sowie die Aufsatzdokumentation übernommen.
2020 umfassten ihre Bestände über 370.000 Bücher sowie rund 270 Fachzeitschriften und Zeitungen.
Während der Generalsanierung des Parlamentsgebäudes war die Bibliothek von 2017 bis 2023 im Palais Epstein untergebracht.

## Aufgaben und Bestand
Die Hauptaufgabe der Parlamentsbibliothek ist die Informations- und Literaturversorgung für Mitglieder des österreichischen Parlaments. Seit der Inbetriebnahme des Parlamentsgebäudes im Jänner 2023 ist die Parlamentsbibliothek eine öffentlich zugängliche Entlehnbibliothek. Nach Ausstellung einer Bibliothekskarte können Benutzerinnen und Benutzer nun auch Medien entlehnen.
Der Sammlungsauftrag erstreckt sich auf nationales und supranationales Schrifttum mit dem Schwerpunkt Politik, Recht, Wirtschaft, öffentliche Verwaltung sowie Sozialwissenschaften und Geschichte. Neben wissenschaftlicher Referenzliteratur umfasst der Bestand auch Spezialsammlungen parlamentarischer Amtsdrucke der gesetzgebenden Körperschaften Österreichs ab 1861. Aus der Zeit des Neoabsolutismus stammen die beiden wertvollsten Objekte der Sammlung; zwei verfassungsgeschichtliche Marksteine der Habsburgermonarchie: das Oktoberdiplom 1860 und das Februarpatent 1861.